# Hóa học đại cương
Hóa học đại cương (còn được gọi là hóa đại cương) được các trường cao đẳng và đại học giảng dạy như một môn học về hóa học ở trình độ cơ bản trong năm nhất cho sinh viên. Môn học thường bao gồm cả phần thực hành trong phòng thí nghiệm nhằm mục đích giúp sinh viên có cơ hội trải nghiệm môi trường phòng thí nghiệm và thực hiện các thí nghiệm về những kiến thức đã học trong khóa học. Các phòng thí nghiệm này có thể bao gồm chuẩn độ acid-base, động học, cân bằng hóa học và điện hóa. Chương trình đào tạo của chuyên ngành Hóa học cũng như sinh viên các ngành STEM như sinh học, hóa sinh, y sinh, vật lý và kỹ thuật thường được yêu cầu hoàn thành môn học Hóa học đại cương. 